# Мануель Уррутіа Льєо
Мануель Уррутіа Льєо (ісп. Manuel Urrutia Lleó; 8 грудня 1901 — 5 липня 1981) — кубинський політичний і державний діяч, тринадцятий президент Куби.

## Життєпис
Народився 8 грудня 1908 року в кубинській провінції Лас-Вільяс. Закінчив юридичний факультет Гаванського Університету. Викладав.
1928 року був призначений муніципальним суддею в провінції Ор'єнте.
Брав участь у боротьбі проти диктатур Херардо Мачадо та Фульхенсіо Батисти.

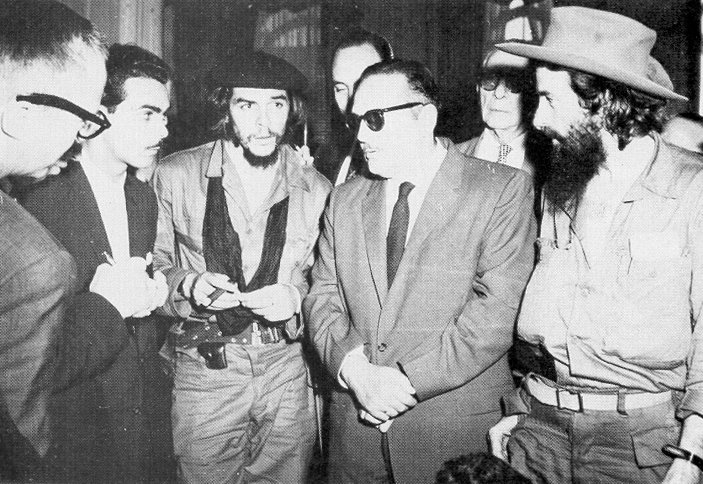
Мануель Уррутіа з Че Геварою та Каміло Сьєнфуегосом. 1959 рік

У березні 1957 року головував на судовому процесі проти членів «Руху 26 липня». Підсудним було висунуто звинувачення в «антиурядовій діяльності». Уррутіа постановив, що підсудні діяли в межах своїх громадянських прав.
1958 року відвідав Сполучені Штати Америки, де успішно лобіював припинення постачання зброї для Батисти.
Після перемоги кубинської революції Мануель Уррутіа повернувся на батьківщину та був призначений на президентом. Ту посаду він обіймав у період від 2 січня до 17 липня 1959 року.
Після того, як Уррутіа засудив діяльність Комуністичної партії в новому уряді Куби, він був змушений піти у відставку 17 липня 1959 року. Замість нього було обрано лояльного до Фіделя Кастро Освальдо Дортікоса Торрадо.
Мануель Уррутіа попрохав про притулок у посольстві Венесуели. Потім виїхав до Мексики.
1963 року виїхав до США. Мешкав у Нью-Йорку, був професором університету у Квінзі, де викладав іспанську мову.
1964 року став лідером новосформованого Демократичного Революційного Альянсу, що виник зі злиттям 22 анти-кастрівських емігрантських груп.
Помер 5 липня 1981 року в лікарні «Святого Йоанна» в Квінзі, Нью-Йорк.

## Особисте життя
Був одружений з Есперансою Льягуно Агірре, від того шлюбу народились троє дітей: Алехандро, Хорхе та Вікторія-Есперанса.